# 大阪市立深江小学校
大阪市立深江小学校（おおさかしりつ ふかえしょうがっこう）は、大阪府大阪市東成区にある公立小学校。
1939年に大阪市神路尋常高等小学校（現在の大阪市立神路小学校）より分離開校した。
学校緑化や環境学習などを目指す、大阪市教育委員会の「学校運動場の芝生化モデル事業」の初年度実施校4校のうちの1校に選ばれ、2005年度に運動場の芝生化工事を実施した。

## 沿革
- 1939年4月1日 - 大阪市深江尋常小学校として開校。
- 1941年4月1日 - 大阪市深江国民学校と改称。
- 1947年4月1日 - 大阪市立深江小学校と改称。
- 1976年 - 講堂兼体育館落成。
- 2005年6月 - 運動場の芝生化工事を実施。

## 通学区域
- 大阪市東成区 深江南1丁目-3丁目の全域。
- 大阪市東成区 深江北1丁目-3丁目のそれぞれ一部。
- 大阪市東成区 神路2丁目-3丁目のそれぞれ一部。

卒業生は大阪市立東陽中学校に進学する。

## 交通
- 地下鉄千日前線 新深江駅 北へ約400m。